# Lac de San Ciprianu
Le lac de San Ciprianu (lavu di San Ciprianu en Corse) est un petit lac situé sur la commune de Corte, en Haute-Corse, dans le massif du Monte Rotondo (2 622 m).

## Géographie
De petite taille (25 m sur 15 m), le lac est logé à 1948 m d'altitude, 600 m  au nord du Capu a Chiostru. Ses eaux, grossies par celles d'autres torrents forment le ruisseau de Paratelle sur le versant droit du Tavignano. Celui-ci passe à la bergerie éponyme et conflue près de la bergerie de Tramizolle, non loin du saut du Balanin.